# Baryceros candidus
Baryceros candidus är en stekelart som först beskrevs av Cresson 1878.  Baryceros candidus ingår i släktet Baryceros och familjen brokparasitsteklar. Inga underarter finns listade.